# Hukkasaaret
Hukkasaaret är en ö i Finland. Den ligger i sjön Kiesimä och i kommunen Rautalampi i den ekonomiska regionen  Inre Savolax ekonomiska region  och landskapet Norra Savolax, i den centrala delen av landet, 300 km norr om huvudstaden Helsingfors. Öns area är 0,1 hektar och dess största längd är 50 meter i nord-sydlig riktning.  Notera att namnet antyder att det är fråga om flera öar.